# To Live Is to Die
To Live Is To Die is een nummer dat op het vierde studioalbum (...And Justice for All) van Metallica staat.
Enkele delen van dit nummer waren geschreven door Cliff Burton (de tweede bassist van de band die omgekomen was bij een ongeluk met de tourbus in 1986). Het nummer is bijna volledig instrumentaal, alleen in de zevende minuut is een twintigtal seconden gesproken woord te horen. James Hetfield draagt hier een door de Duitse dichter Paul Gerhardt geschreven tekst voor. De tekst staat verkeerdelijk toegewezen aan Cliff Burton in het albumboekje. Het nummer werd voor het eerst live gespeeld op 7 december 2011, meer dan 25 jaar nadat het nummer geschreven werd, tijdens een serie concerten betreffende de 30e "verjaardag" van Metallica. Hoewel dit de eerste keer betrof dat het nummer in zijn geheel werd gespeeld, werd in 1989 het nummer deels live gespeeld voorafgaand aan het nummer Master Of Puppets.

## Lyrics/Gesproken tekst
- When a man lies he murders some part of the world
- These are the pale deaths which men miscall their lives
- All this I cannot bear to witness any longer
- Cannot the kingdom of salvation take me home